# Ernest Bayer
Ernest Henry Bayer (ur. 27 września 1904 w Filadelfii, zm. 13 stycznia 1997 w Stratham) – amerykański wioślarz, srebrny medalista olimpijski.
Wystąpił na igrzyskach olimpijskich w Amsterdamie w 1928, gdzie Amerykanie w składzie: Charles Karle, William Miller, George Healis i Ernest Bayer zdobyli srebrny medal w czwórkach bez sternika. W finale walkę o zwycięstwo przegrali Brytyjczykami o 1 sekundę. Był to jego jedyny start olimpijski.
Po zakończeniu kariery był trenerem, prezydentem Krajowego Związku Amatorskich Wioślarzy. Pracował także jako bankier. 